# Allianz für Deutschland

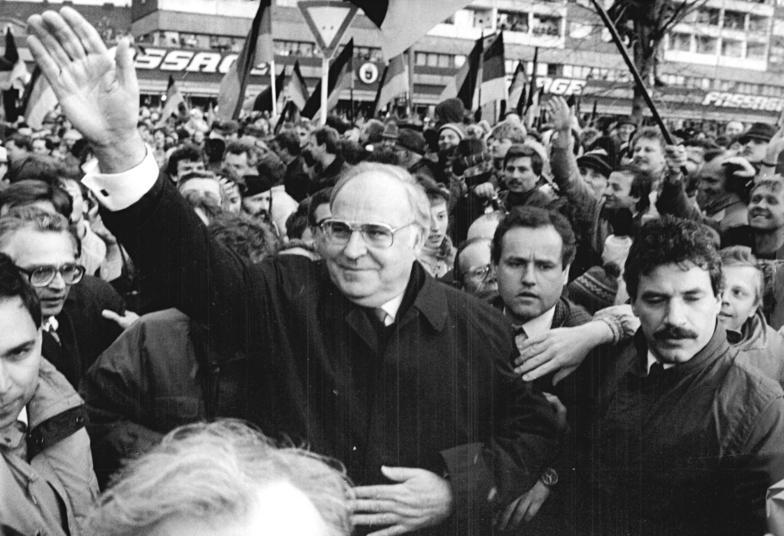
Helmut Kohl bei einer Wahlkundgebung der Allianz für Deutschland in Karl-Marx-Stadt, März 1990

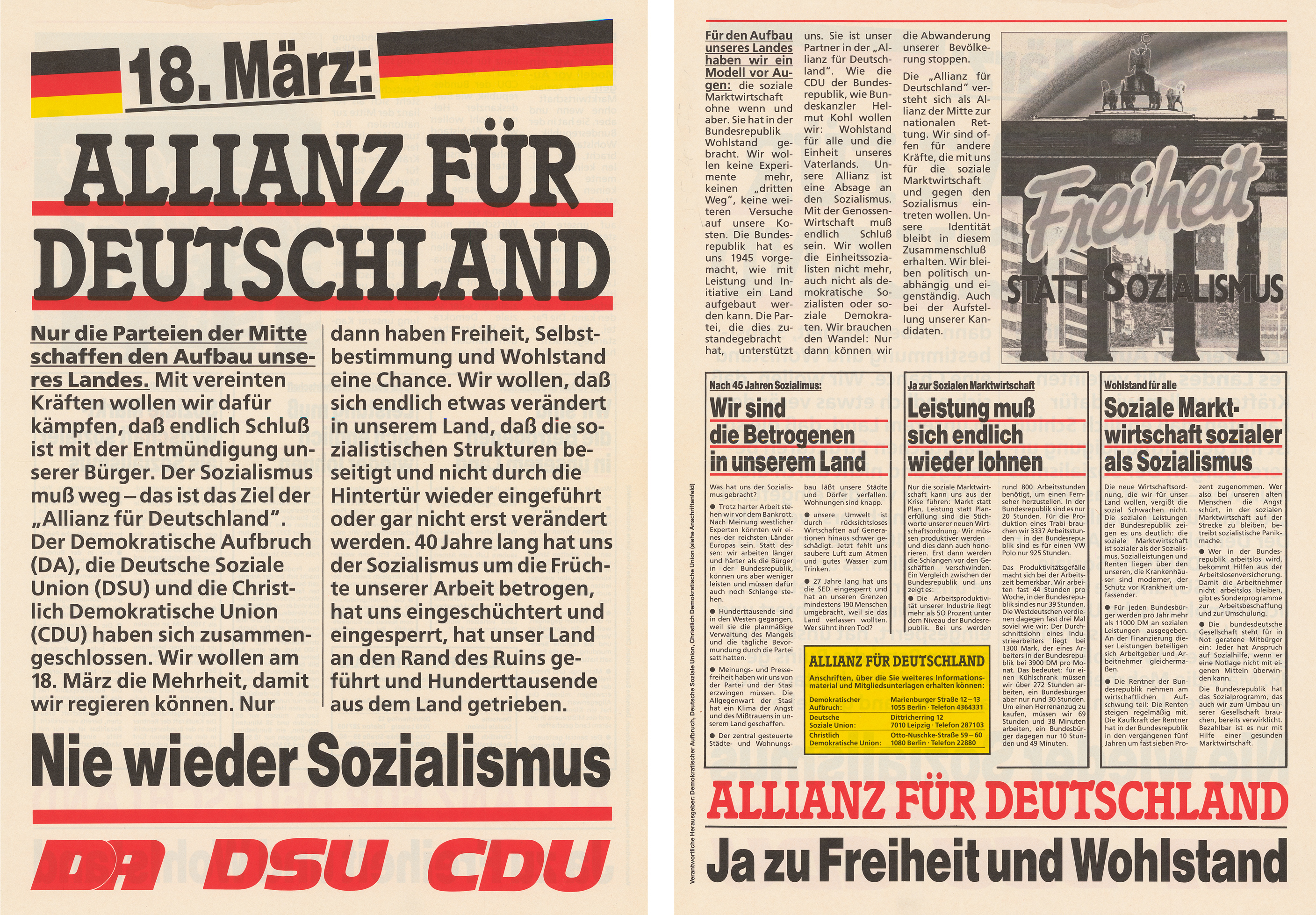
Flugblatt der Allianz für Deutschland

Die Allianz für Deutschland war ein Wahlbündnis, das sich am 5. Februar 1990 zu den ersten und letzten freien Wahlen zur Volkskammer der Deutschen Demokratischen Republik (DDR) am 18. März 1990 zusammenschloss.

## Geschichte
Die Christlich-Demokratische Union (CDU-Ost) als ehemalige Blockpartei der DDR und die in der Wendezeit neugegründeten Parteien Deutsche Soziale Union (DSU) und Demokratischer Aufbruch (DA) bildeten ein in der rechten Mitte des Parteienspektrums angesiedeltes Wahlbündnis, das sich Allianz für Deutschland nannte.
Wesentlichen Anteil an diesem Zusammenschluss hatte die CDU (West) unter dem damaligen Vorsitzenden und Kanzler der Bundesrepublik Helmut Kohl. An den Verhandlungen nahm ursprünglich noch die Deutsche Forumpartei teil; diese schloss sich dann aber dem liberalen Parteienbündnis Bund Freier Demokraten (BFD) an.
Die Allianz für Deutschland trat für eine schnelle deutsche Wiedervereinigung sowie für die Wiederherstellung der alten Länder ein, wie sie bis 1952 in der DDR bestanden hatten. Mit 48,15 % der abgegebenen Stimmen (CDU 40,9 %; DSU 6,3 %; DA 0,9 %) gewann die Allianz für Deutschland klar die Volkskammerwahl und erreichte 192 von 400 Mandaten. Weil das Ergebnis nicht für die absolute Mehrheit reichte, bildete die Allianz für Deutschland mit den Liberalen (BFD) und der SPD-Ost eine Große Koalition. Ministerpräsident wurde der Spitzenkandidat der Allianz Lothar de Maizière (CDU-Ost).
Der Vorsitzende des Allianzmitglieds Demokratischer Aufbruch Wolfgang Schnur wurde im März 1990, wenige Tage vor der Wahl, als langjähriger Inoffizieller Mitarbeiter (IM) des Ministeriums für Staatssicherheit (MfS) enttarnt. Trotz seines Rücktritts am 14. März hatte seine Partei einen katastrophalen Glaubwürdigkeitsverlust und infolgedessen ein bescheidenes Wahlergebnis. Sie fusionierte am 4. August 1990 mit der CDU-Ost, die sich wiederum am 2. Oktober 1990 (einen Tag vor der Wiedervereinigung) mit der West-CDU vereinigte. Die DSU blieb nach der Wahl am 18. März 1990 selbständig.